# Hasan Jandar
Hasan Jandar (segle xi) fou un amir de Xah Rukh i després de Rustem
Xah Kutb al-Din des de Sistan va informar el 1405 que els dos xahs de Sistan, Xah Ali de Farah i el seu germà Xah Ghiyath al-Din, planejaven revoltar-se. Xah Rukh hi va enviar a l'amir Hasan Jandar que va apressar als dos germans i els va executar.
L' ixpahbad Ghuri del país Ghur s'havia revoltat i estava assolant diverses contrades amb gent de Ghur i Sistan. L'11 de març de 1407 Xah Rukh va decidir marxar a la regió i va enviar per endavant als amirs Hasan Jandar i Jahan Malik; però el 20 de març el sobirà ja estava de retorn perquè Ghuri, al saber que hi anava, havia fugit; els dos amirs van netejar la zona de gent dispersa de Ghuri i van retornar poc després. Uns mesos després es va produir una nova revolta dels ghuris, dirigits per Malik Salih ibn Malik Ismail i sota l'autoritat màxima del ixpahbad Muhammad, amb el suport de l'amir Malik Salih; Xah Rukh va enviar contra els agitadors als amirs Xaikh Lukman Barles i Hasan Jandar als que després es van afegir altres i finalment van derrotar els ghuris; Muhammad va fugir i Malik Salih fou fet presoner, portat encadenat a Herat on fou penjat. El 5 d'agost un contingent tribal dels Khalam va atacar Khuttalan però fou derrotat per l'amir Hasan Jandar. A la tardor del 1407 va participar en l'expedició de Mazanderan.
El sahib diwan (cap administratiu) Khoja Ghiyath al-Din havia estat falsificant els ingressos al tresor. Amb la complicitat o no del cap administratiu i financer Jahan Malik, aquest es va veure en la necessitat de revoltar-se amb suport de Hasan Jandar (que era parent seu) i el fill Yusuf Khalil, de Saadet ibn Timurtaix i un germà; Bahlul ibn Baba Timur, Sultan Baiazet ibn Othman i l'amir Nemek també hi participaven; el 6 de maig de 1408 tots ells es van juramentar. La revolta es va anticipar perquè la conspiració va transcendir. L'amir Midrab Bahadur havia arribat del Sistan i un exèrcit havia de marxar a la zona i els conjurats es van unir a aquest exèrcit i es van dirigir al sud. Midrab Bahadur va empaitar als rebels que s'hi van enfrontar i el van ferir a la cara havent de ser portat a Herat i els rebels van travessar el riu Karubar. Xah Rukh els va seguir i va acampar a la vora d'aquest riu; les tropes que havien d'anar al Sistan no van tardar a passar al seu costat i els rebels, privats de suport militar, es van desbandar cadascun per un costat: Saadet, el seu germà i Ahmad Ak Bugha foren apressats a Badghis i enviats a Xah Rukh (Saadet fou executat, però els altres dos van quedar lliures); Jahan Malik i Nemdek foren apressats a Makhan per l'emir Kerkes, enviats a Herat i foren executats; Hasan Jandar i Yusuf Khalil van poder arribar a Esfahan pel desert de Tabas i foren acollits per Rustem al seu ilak o campament d'estiu a Kendeman (a la pròpia Esfahan hi havia una epidèmia de pesta). Sultan Baiazet fou capturat prop de Torbat-e Jam  però va salvar la vida per la intercessió d'Ibrahim Sultan, el fill de Xah Rukh.
Pir Muhammad havia reunit un exèrcit amb el qual es va dirigir cap a Esfahan. Rustem estava fent plans per tornar a Fars amb l'ajut de Hasan Jandar, i se sentia fort, no va donar molta importància al moviment del seu germà. Quan l'exèrcit de Pir Muhammad es va acostar, Rustem va sortir del seu ogrok o campament i el va enfrontar establint el campament al lloc que havia elegit per la batalla. Iskandar havia anat a donar-li suport amb les seves forces. La batalla fou sagnant i heroica i es va decantar del costat de Pir Muhammad. Rustem es va dirigir a Kaixan amb els seus fills i els amirs Hasan Jandar, Sultan Xah i Mahmud Ak Bugha i d'allí ell i els seus fills van anar al Khurasan. Iskandar va fer la mateixa ruta però per separat. Pir Muhammad va ordenar no perseguir als fugitius i va dictar una amnistia per tothom. Hasan Jandar i altres amirs es van posar al servei de Pir Muhammad, però Xah Rukh va fer saber al seu nebot la seva rebel·lió i aleshores els va encadenar i els va tornar a Khurasan sota custòdia de Muhammad Kiptxak i Isa Bekul; però els presoners van poder trencar les cadenes passat el districte de Perahar i van poder fugir. No torna a ser esmentat. En altres versions es diu que va morir a Fars vers 1410 sense ser retornat.